# Ici Saint-Étienne Loire
Ici Saint-Étienne Loire, anciennement France Bleu Saint-Étienne Loire, est une station de radio généraliste publique de proximité du réseau Ici. Il s'agit de la dernière station du groupe Radio France, au 9 septembre 2013 à être mise en place.

## Historique
En janvier 2013, Philippe Chaffanjon annonçait la création, avant la fin de l'année, d'une 44e station locale qui diffusera à Saint-Étienne, ville où la couverture France Bleu était absente.
Le nom de la station est annoncé le 5 avril 2013.
Tout d'abord en antenne à blanc (animation dans les conditions du direct mais sans diffusion publique), le démarrage de la radio se fait le 9 septembre 2013.

## Identité de la station

### Siège local
Le siège local est à Saint-Étienne dans la Manufacture Plaine Achille, à proximité des studios de France 3.

### Identité visuelle

Logo de France Bleu Saint-Étienne Loire du 9 septembre 2013 au 30 août 2015.
Logo de France Bleu Saint-Étienne Loire du 31 août 2015 au 15 décembre 2021.
Logo de France Bleu Saint-Étienne Loire du 16 décembre 2021 au 6 janvier 2025.
Logo d'Ici Saint-Étienne Loire depuis le 6 janvier 2025.

## Zone de diffusion
France Bleu Saint-Étienne Loire est diffusée depuis Saint-Étienne.
La station est également diffusée dans le département de la Loire, une grande partie de celui de la Haute-Loire ainsi qu'une petite partie de celui du Rhône en FM : elle couvre les agglomérations de Saint-Étienne, Roanne, Montbrison et Le Puy-en-Velay.
Fréquences FM
- Saint-Etienne 97.1
- Roanne 100.2
- Le Puy en Velay 101.1
- Monistrol sur Loire 89.7

## Programmation et diffusion
Les programmes locaux de France Bleu Saint-Étienne Loire sont diffusés en direct de 6 h à 12 h et de 13 h 30 à 19 h du lundi au vendredi, et de 7 h à 12 h 0 le week-end. Les programmes nationaux du réseau France Bleu sont diffusés durant le reste de la journée et la nuit. 
Parmi les décrochages spécifiques à la Loire et à la Haute-Loire figurent les différentes éditions du journal et de la météo locale, ainsi que les matchs de l'équipe masculine de football de l'ASSE. 
Les programmes sont également diffusés en version filmée sur France 3 Loire de 6h30 à 9h du lundi au vendredi